# Good Charlotte (musikalbum)
Good Charlotte är bandet Good Charlottes debutalbum, utgivet 2000.

## Låtlista
1. "Little Things" - 3:25
2. "Waldorf Worldwide" - 3:22
3. "The Motivation Proclamation" - 3:38
4. "East Coast Anthem" - 2:29
5. "Festival Song" - 3:02
6. "Complicated" - 2:51
7. "Seasons" - 3:18
8. "I Don't Wanna Stop" - 2:42
9. "I Heard You" - 2:45
10. "Walk By" - 2:44
11. "Let Me Go" - 3:03
12. "Screamer" - 3:38
13. "Change" - 8:37

14. Thank You Mom - 3:53

## Singlar
| Release datum | Titel                   |
| 2001          | Little Things           |
| 2001          | Motivation Proclamation |
| 2001          | Festival Song           |